# Червоное (Лебединский район)
Червоное (укр. Червоне) — село,
Ворожбянский сельский совет,
Лебединский район,
Сумская область,
Украина.
Код КОАТУУ — 5922982413. Население по переписи 2001 года составляло 16 человек.

## Географическое положение
Село Червоное находится на одном из истоков реки Ворожба,
ниже по течению на расстоянии в 1 км расположено село Басовщина,
на противоположном берегу — село Лифино.
К селу примыкают небольшие лесные массивы.